# Takuya Shiihara
Takuya Shiihara (椎原 拓也 Shiihara Takuya?), född 9 juli 1980 i Kagoshima prefektur, är en japansk före detta fotbollsspelare.
Shiihara började sin karriär 1999 i Osaka Gas. Efter Osaka Gas spelade han för JEF United Ichihara och Mito HollyHock. Han avslutade karriären 2008.